# Qingyuan, Chongqing
Qingyuan (kinesiska: 庆元) är en köping i sydvästra Kina. Den ligger i stadsdistriktet Nanchuan, i storstadsområdet Chongqing, omkring 100 kilometer sydost om det centrala stadsdistriktet Yuzhong. Antalet invånare är 7 407. Befolkningen består av 3 745 kvinnor och 3 662 män. Barn under 15 år utgör 25,0 %, vuxna 15-64 år 60 %, och äldre över 65 år 13,0 %.